# ایرتراکتور ای‌تی-۳۰۰
ایرتراکتور ای‌تی-۳۰۰ (به انگلیسی: Air_Tractor_AT-300) یک هواگرد ملخ‌پیشین تک‌موتوره از نوع سم پاش ساخت شرکت Air Tractor است. هواگرد ایرتراکتور ای‌تی-۳۰۰ نخستین پروازش را در ۱۹۷۳ میلادی انجام داد. این هواگرد در سال ۱۹۷۶ میلادی رسماً معرفی گردید.